# 地震地層學
地震地層學是把地层学和沉积学特别是岩性、岩相的研究成果，运用到地震解释工作中，把地震资料中蕴藏的地层和沉积特征的信息充分利用起来，做出系统解释的方法。地震地层学以反射地震资料为基础，进行地层划分对比、判断沉积环境、预测岩相岩性，主要用于各种沉积矿产，特别是油气资源的调查勘探。

## 基本概念
地震反射是由於上下介質物性不同，而造成的反射波，連續的反射同相軸是地震反射面。它和層理面（bedding surface）是平行的。層理面的形成是由於沉積環境的變異，引起上下層沉積物不同，而造成的界面。因此層理面分割了上下層不同的沉積環境。所以平行于時間面。故地震反射面也是平行于時間面.地震反射面的中斷也代表地層的消失尖滅。 地層在地質剖面上所觀察到的削蝕（erosion），頂超（toplap），上超（onlap）及下超（downlap）等沉積構造。在地震剖面均可認出。

## 研究方法

### 建立地震層序
首先建立在地震剖面上認出代表侵蝕不整合面（erosional unconformity）的地震層序界面（seismic sequence boundary）。這層序界面是一個地震反射面，其上有削蝕及上超，其下有頂超及下超等沉積構造。兩地震層序界面之間的層段，為一個地震層序（seismic sequence）單元。這個地震層序上下均爲侵蝕不整合面，代表兩次海退期。中間夾著一次海侵期的沉積物。因此在一個地震層序内， 可再劃分在底部的海退體系（regressive systems tract）。中部為海侵體系（transgressive systems tract）和上部的另一個海退體系。體系的劃分是根據最大海泛面及反射面上超及下超的幾何形狀。

### 地震相描述
每一體系再按其内含的地震反射參數（結構、連續性、振幅、頻率和層速度等）劃分不同地震相（seismic facies）。 再由不同地震相的平面上的分佈。根據已知沉積環境模式綜合鄰近鑽井資料，預測地震相的岩性。

### 估計相對海平面變化
一個盆地内的相對海平面升降變化的研究 可由地震剖面上超及頂超位置，推算海平面相對升降變化。相對海平面上升，可由最高上超點為標誌，代表該期海侵最高海面。其下均爲海侵體系。相對海平面靜止期時，沉積物向外海緩坡上堆積，故形成頂超現象。相對海平面下降的幅度，可從一個地震層序的最高上超位置，到上覆地震層序中的的最低上超部位推算。

### 應用推廣

#### 石油勘探
早期地震地層學的應用僅限於石油工業界，這是因為高分辨率地震數據必須通過複雜的數據採集和處理，而這些技術僅限於石油工業界。 這種高分辨率數據能去除繞射和多次波噪聲，使得層序界面在地震記錄上很容易識別。 在 1970 年代末和 1980 年代，在文獻中只有少數與地震地層學相關的學術報告，大多數的研究報告只在石油公司内部流通，專注於石油儲層，蓋層和油源岩的探索 。

#### 全球海平面變化
由於建立層序界面是地震地層分析的主要要素，因此上超、超超和下超是最早觀察到的沉積特徵之一。 這就啓發對相對海平面變化的研究而最終綜合成全球海平面演變。

#### 盆地演化
早期學術機構研究盆地演化，通常受到有限的岩石露頭或地層鑽井記錄的資料，其結論是片面的。但區域地震勘探資料能夠提供盆地沉積構造的 3D 透視圖，一旦多道地震數據可供學術機構使用，這就促使許多科研項目專注於盆地演化的研究。 目前各種構造環境中的盆地沉積和構造歷史均有報告。 Pei-Hsin Chen等人於1983年開創了基於地震地層學的南海大陸邊緣發育工作。 高分辨率數據能識別第四階沉積旋回，並揭示低水位扇、低水位楔、海侵系統域和高水位三角洲的存在，而大陸邊緣演變是通過這些沉積單位的重復堆積。
弧前盆地的構造歷史也經由Beaudry 和 Moore (1985) 的證明，與大陸架相似，大陸架是在高水位期間，通過橫向及向上積加的向盆地推進。
更複雜的盆地演化也經由Boyd 等人於 1993 年在埃克斯茅斯高原（Exmouth Plateau）的報告提出。在這些高分辨率的地震資料中可認出克拉通內盆地的演化。其特徵是多次裂谷期-分裂期，及後分裂期的組合，最終以碰撞結束盆地地沉積歷史。